# Carl Friedrich Alexander Hartmann
Carl Friedrich Alexander Hartmann, auch Karl (Friedrich Alexander) Hartmann (* 8. Januar 1796 in Zorge; † 3. August 1863 in Leipzig), war ein deutscher Mineraloge, Hütteningenieur und Schriftsteller.

## Leben
Carl Hartmann war Sohn eines Braunschweiger Hüttenbeamten und wurde vom Pfarrer aus Zorge unterrichtet. Von 1806 bis 1812 besuchte er das Gymnasium in Blankenburg. 1812 und 1813 ging er auf die Bergschule in Clausthal. Von 1813 bis 1816 diente er als Freiwilliger beim Herzoglich Braunschweigischen Husaren-Regiment. Anschließend studierte er von 1817 bis 1821 an der Universität Berlin und war dort Assistent von Christian Samuel Weiss. Seit 1820 arbeitete er in der Hüttenverwaltung in Blankenburg und ab 1821 als Hüttenschreiber in Rübeland. Danach war er bis 1841 als braunschweigischer Beamter in verschiedenen Funktionen tätig. Hartmann begann zu dieser Zeit damit Übersetzungen anzufertigen und wurde 1823 in die Königlich Preußische Akademie Gemeinnütziger Wissenschaften aufgenommen. Ab 1825 schrieb er eigene Fachbücher zur Mineralogie und zum Hüttenwesen. Der Braunschweiger Herzog ermöglichte ihm zudem wissenschaftliche Reisen unter anderem nach Italien.
Im Jahr 1826 wurde Hartmann an der Universität Heidelberg zum Doktor der Rechte promoviert. Dort wurde er 1829 zum Herzoglich Braunschweigischen Bergkommissar ernannt. Hartmann reiste 1834 in offizieller Mission nach England und Frankreich und beteiligte sich 1841 als Braunschweiger Bevollmächtigter an den Verhandlungen mit dem Zollverein.
1841 gab er seine Laufbahn auf, ging über Berlin und Weimar nach Leipzig und widmete sich ausschließlich der Schriftstellerei. Jedes Jahr erschienen umfangreiche Lehr- und Wörterbücher zu naturwissenschaftlichen und technischen Themen. 1842 begründete er die Berg- und hüttenmännische Zeitung. Darüber hinaus übersetzte er zahlreiche Werke aus der englischen und französischen Sprache, beispielsweise die Elements of Geology von Charles Lyell.
Hartmann war Ehrenmitglied verschiedener gelehrter Gesellschaften, darunter der Societät für die gesammte Mineralogie zu Jena, der Naturhistorischen Gesellschaft zu Edinburgh und der Mineralogischen Gesellschaft in St. Petersburg.

## Schriften (Auswahl)
- Lehrbuch der Eisenhüttenkunde. 2 Bände + Atlasband. August Rücker, Berlin 1833–34, OCLC 312333465.
- als Herausgeber: Jahrbücher der Mineralogie, Geologie, Berg- und Hüttenkunde. J. A. Stein, Nürnberg 1833, OCLC 758322532.
- Der innern Gebirgswelt Schätze und Werkstätten oder gemeinfassliche Darstellung der Bergbaukunde. Stuttgart 1838 (Digitalisat ETH)
- Carl Hartmann: Berg- und hüttenmännische Zeitung. Arthur Felix, Leipzig 1854–1858 (zuvor ab 1842 in Berlin und Weimar), OCLC 604853328.
- Handwörterbuch der Berg-, Hütten-, und Salzwerkskunde, der Mineralogie und Geognosie. 3 Bände (1859–1860). Voigt, Weimar.